# 히라야마 기요쓰구
히라야마 기요쓰구(일본어: 平山 清次 ひらやま きよつぐ[*], 1874년 10월 13일 ~ 1943년 4월 8일)는 일본의 천문학자이다.

## 생애
미야기현 센다이시에서 태어났다. 데라오 히사시의 제자로, 천체역학 및 태음력 연구로 유명하다. 히라야마 소행성족을 발견한 공적으로 달 뒷면의 크레이터에「히라야마」로 이름이 붙여졌다. 같은 성을 가진 천문학자 히라야마 마코토와는 아무런 관계가 없다.
제자로는 하기하라 유스케, 가부라기 마사키, 히로세 히데오 등이 있다.